# 河内山拓樹
河内山 拓樹（こうちやま ひろき、1995年3月30日 - ）は、岩手県奥州市出身の元プロ野球選手（投手）。右投右打。

## 経歴

### プロ入り前
小中学生時代は小柄な体格で、投手以外に二塁手などの内野手のポジションにもついていた。中学2年生時に肘を故障したが、岩手県立岩谷堂高等学校進学後は再び投手をできるまでに状態が回復し、体格も大きくなっていった。
2013年、岩手県立大学進学後は大学の硬式野球部には入部せず、クラブチームのオール江刺に参加。1年目の冬、仙台にある施設で鍛えた結果、130km/h台前半から140km/h台前半まで球速が急成長したが、またしても肘を痛めてしまう。チームは1年目、2年目、4年目とクラブ選手権に出場。4年目（2016年）には先発登板を任され、岩手県予選の決勝で水沢駒形野球倶楽部相手に完封勝利し、最高殊勲選手賞に選出され、2次予選東北大会では敢闘賞に選出された。肘の故障を克服してチームの全国出場に貢献したことが評価され、2016年度の岩手県社会人野球ベストナインの特別会長賞に選出されている。
2017年、大学卒業後はJR東日本盛岡支社に入社し、同支社の硬式野球部に在籍。チームのトレーナーの指導で柔軟性やバランス面でのトレーニングに励み、体重も入社時から20kgほど増加した。2018年4月開催の第54回JABA岩手県知事旗争奪春季大会で敢闘賞を獲得。

### 海外野球挑戦・関西独立リーグ入団
環境を大きく変えることでの自分の変化に期待し、JRを退社して2020年から海外野球に挑戦する意向を固める。アメリカで様々な球団との交流戦・トライアウトを行って契約先を探すトラベリングチーム「アジアン・ブリーズ」への参加のため、渡米までの間は活動拠点を関東に移してトレーニングを行った。2月下旬に渡米し、チームに参加したものの、新型コロナウイルス感染症流行のために中断を余儀なくされた。その影響で登板は1試合にとどまったものの、サンフランシスコ・ジャイアンツ相手に1回1安打無失点の好投を見せた。
2020年4月4日、オランダの野球トップリーグ・ホーフトクラッセのツインズ・オーステルハウトとの契約締結が発表された。しかし、新型コロナウイルス感染症流行の影響でリーグの開幕が先延ばしになり、先行きが不透明になってしまう。
そんな中、日本国内の関西独立リーグの堺シュライクスから個別トライアウトの機会を得て、それに合格したことからオランダへの渡航を断念。7月14日、堺への入団が発表された（登録自体は7月6日）。堺では翌日の対和歌山ファイティングバーズ戦から早速中継ぎとして起用され、2登板で2セーブを記録。シーズン6試合目、2度目の先発登板となった8月22日の対兵庫ブルーサンダーズ戦（南港中央野球場）で、初勝利をリーグ史上初となるノーヒットノーランで飾った。投球数は109球で8奪三振、死球を1つ与えただけの準完全試合だった。チームが創設2年目で初優勝を達成した10月11日の対06BULLS戦（原池公園野球場）では9回無死一二塁から登板して後続を抑え、「胴上げ投手」となった。最終的な成績は、規定投球回到達者ではリーグ2位の防御率、リーグ1位のWHIPを記録し、4セーブで最多セーブのタイトルを獲得した。
2021年は3月に手術を受け、リハビリを行う。9月15日の対神戸三田戦（黒田庄ふれあいスタジアム）で復帰登板を果たし、自責点0で1回を投げ終えた。10月からは2試合に先発登板し、10月22日の対06BULLS戦（南港中央野球場）では1失点完投勝利をあげた。シーズン終了後の11月2日、今シーズン限りでの退団（任意引退）が発表された。

### 現役引退後
堺2年目の2021年より内田聖人が代表を務める株式会社NEOLABにアルバイトとして雇用されており、現役引退後はNEOLABジュニアクラスを担当して少年野球指導を行っている。
2025年からは菊池雄星が設立を手掛けたKing of the Hillで活動し、ピッチングコーチを務める。

## 選手としての特徴・人物
角度のある速球を軸にしたピッチングを行い、最速は146km/h。変化球はスライダーを投げる。
強豪チームに入ることは目標にせず、「自分の能力を上げたい」というモチベーションで野球を続けている。2020年の海外野球挑戦は、後悔することなく選手としてプレーを終えるため、また、引退後も野球と関わっていくために挑戦を決めた。引退後は指導者として野球に関わり続ける方針である。
2020年に関西独立リーグ初のノーヒットノーランを達成したが、本来、独立リーグは育成の場であるため、結果にかかわらず途中で投手を交代される予定であった。しかし、投手出身であるコーチの藤江均は「なかなか挑戦する機会もなかったし、回を追うごとにやらせてあげようと思ってきた」といい、結局交代させることなく達成に至った。また、ノーヒットノーランの達成球は行方不明になっている。これは最後の打者を三振に打ち取った際、捕手の山田偉琉が状況に慣れていなかったためボールを球審に渡してしまい、球審もノーヒットノーラン達成に気付かなかったためである。
父親は、元教師で奥州市江刺広瀬にて里山共生農場「うたがき優命園」や里山生活学校を営む河内山耕。

## 詳細情報

### 独立リーグでの年度別投手成績
| 年 度     | 球 団     | 登 板 | 先 発 | 完 投 | 完 封 | 無 四 球 | 勝 利 | 敗 戦 | セ 丨 ブ | ホ 丨 ル ド | 勝 率 | 打 者 | 投 球 回 | 被 安 打 | 被 本 塁 打 | 与 四 球 | 敬 遠 | 与 死 球 | 奪 三 振 | 暴 投 | ボ 丨 ク | 失 点 | 自 責 点 | 防 御 率 | W H I P |
| --------- | --------- | ----- | ----- | ----- | ----- | -------- | ----- | ----- | -------- | ----------- | ----- | ----- | -------- | -------- | ----------- | -------- | ----- | -------- | -------- | ----- | -------- | ----- | -------- | -------- | ------- |
| 2020      | 堺        | 11    | -     | 1     | 1     | -        | 2     | 0     | 4        | -           | 1.000 | 107   | 29.0     | 13       | 0           | 6        | -     | 2        | 15       | 0     | -        | 5     | 4        | 1.24     | 0.66    |
| 2021      | 堺        | 5     | 2     | 1     | 0     | 0        | 2     | 0     | 0        | 1           | 1.000 | 86    | 21.0     | 12       | 0           | 5        | -     | 1        | 18       | 0     | 0        | 4     | 3        | 1.29     | 0.81    |
| 通算：2年 | 通算：2年 | 16    | -     | 2     | 1     | -        | 4     | 0     | 4        | -           | 1.000 | 193   | 50.0     | 25       | 0           | 11       | -     | 3        | 33       | 0     | -        | 9     | 7        | 1.26     | 0.72    |

- 各年度の太字はリーグ最高

### 独立リーグでのタイトル
- 最多セーブ（2020年）

### 背番号
- 13 （2020年 - 2021年）

## 関連情報

### 出演

#### テレビ番組
- みんな生きている 命の恵みをいただきます（2006年6月27日、NHK）　※NHKティーチャーズ・ライブラリー[25][26]
- 日曜ビッグバラエティ 2008秋 自給自足物語～大自然に生きる!秋の実りに感謝SP（2008年10月5日、テレビ東京）[27]